# Елла (місто)
Елла (синг. ඇල්ල; там. எல்ல; переклад на укр. водоспад) — місто, яке знаходиться в окрузі Бадулла, що в провінції Ува, Шрі-Ланка. Поселення розташоване приблизно на 200 кілометрів східніше від Коломбо та на висоті 1 041 метр над рівнем моря. Місцевість багата на численні різновиди флори та фауни. Елла оточена пагорбами, які покриті нефелогілеями та чайними плантаціями. Містечко має більш прохолодний клімат, аніж навколишні низовини, через висоту. Еллінський гірський перевал відкриває краєвиди на південні рівнини Шрі-Ланки.

## Транспорт

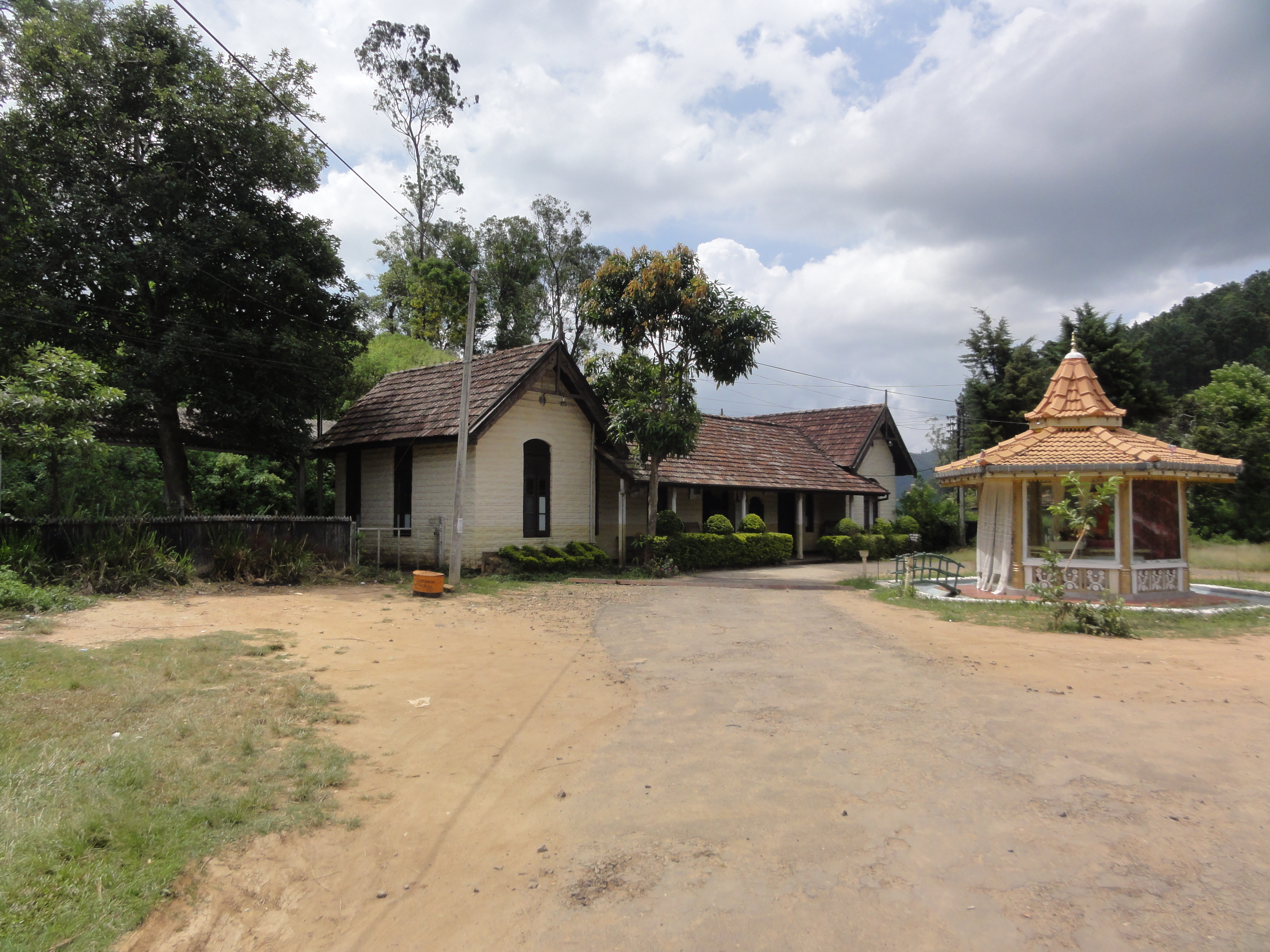
Залізничний вокзал Елли

### Сполучення
Гірське містечко розташоване на залізничній лінії Коломбо — Бадулла та на автомобільній дорозі «А16» (Берагала ― Халі-Ела), яка є частиною дороги Коломбо-Бадулла.

### Залізниця
Залізничний вокзал Елли — це 75-а станція на «Головній лінії Шрі-Ланки», яка знаходиться на відстані 271 км від Коломбо. На станції знаходиться тільки одна платформа. Всі поїзди, що курсують на Головній лінії, зупиняються на станції. Станція відкрилася в липні 1918 р.

## Об'єкти управління
В Еллі є такі державні установи як:
- Поліцейський відділ
- Залізнична станція
- Головне поштове відділення

## Популярні туристичні місцини
- Храм Дхова, 2000-річний скельний храм, розташований біля дороги Бадулла ― Бандаравела. У святині є 12 метрова незакінчена статуя Будди, яка витесена в самій скелі.
- Пік Бамбарагала (гора)
- Елла-Рок (гора)
- Малий пік Адама (гора)
- Равана Елла (водоспад)
- Дев'ятиарочний залізничний міст, Демодара

- Буддійський монастир Махамевнава, Елла [Архівовано 1 лютого 2020 у Wayback Machine.] — один з буддистських монастирів Махамевнава, де люди можуть навчатися буддизму та практикувати медитацію.

## Демографія
| Етноси                                              | Населення | % від загальної кількості |
| --------------------------------------------------- | --------- | ------------------------- |
| Сингали                                             | 29,822    | 66,62                     |
| Індійські таміли                                    | 12,084    | 27                        |
| Ланкійські таміли                                   | 802       | 1.8                       |
| Маври Шрі-Ланки                                     | 1,994     | 4.45                      |
| Інші (включаючи бюргерів, шрі-ланкійських малайців) | 61        | 0,14                      |
| Всього                                              | 44,763    | 100                       |

## Пошта та телефон
- Шрі-Ланка 00 94
- Код регіону 057
- Поштовий індекс 90090